# Seleção Papuásia de Rugby League
A Seleção Papuásia de Rugby League representa a Papua-Nova Guiné no rugby league mundial. Seus jogadores são apelidados de Kumuls.
O rugby league é o esporte nacional do país, um dos dois únicos no mundo que prefere este código de rugby em vez do mais difundido globalmente, o rugby union, ao lado da vizinha Austrália, que a influenciou neste aspecto. É a Papua-Nova Guiné o único país, em levantamento com outros 132 feito pela Revista ESPN, em que o esportista mais bem assalariado é um jogador de rugby, considerando ambos os códigos: Neville Costigan.
A seleção papuásia começou a participar da Copa do Mundo de Rugby League a partir da edição de 1985-88, não tendo ainda títulos. Ela sondava participar do campeonato australiano da modalidade, o mais forte do mundo, e onde tem alguns bons jogadores (incluindo Costigan). A inclusão, que já havia ocorrido no passado, será retomada em 2014 depois de dezessete anos, mas na segunda divisão do campeonato, em acerto divulgado em 29 de novembro de 2013, já após a campanha considerada decepcionante da Papua-Nova Guiné na Copa do Mundo de Rugby League de 2013, onde perdeu todos os seus jogos.
A partir de 2015, passou a travar um ampliado Pacific Test com as seleções de Fiji, Samoa e Tonga. Tradicionalmente, a Papua-Nova Guiné é a terceira força do rugby league na Oceania, mas o recente refluxo de australianos com origens nestes três países para defender estas outras seleções vem colocando a força do Kumuls abaixo das delas. Por outro lado, a inclusão de uma equipe papuásia na segunda divisão australiana fortaleceu-os, com a seleção contando atualmente com um elenco totalmente profissional.